# Synamphichaeta tricincta
Synamphichaeta tricincta är en tvåvingeart som beskrevs av Villeneuve 1936. Synamphichaeta tricincta ingår i släktet Synamphichaeta och familjen parasitflugor.
Artens utbredningsområde är Kanarieöarna. Inga underarter finns listade i Catalogue of Life.